# Amblypodia violacea
Amblypodia violacea är en fjärilsart som beskrevs av Johannes Karl Max Röber 1886. Amblypodia violacea ingår i släktet Amblypodia och familjen juvelvingar. Inga underarter finns listade i Catalogue of Life.